# Варандейское нефтяное месторождение
Варандейское нефтяное месторождение расположено в Ненецком автономном округе России в 250 км северо-восточнее Нарьян-Мара. Относится к Тимано-Печорской нефтегазоносной провинции. Находится в северной части вала Сорокина. Занимает площадь около 30 км². Выявлено 2 залежи тяжелой нефти.

## История изысканий и разработки
В 1975 году (10.2.1975) Приказом министра геологии РСФСР геологоразведочный трест в г.Архангельск реорганизован в Архангельское территориальное геологическое управление (Архангельскгеология с 1980г.) которое по утверждённой программе, начало поисково-разведочные работы в Ненецком автономном округе. Уже через год, в 1976 году, нефтеразведочная экспедиция, в окрестностях посёлка Варандей, обнаружила обширное месторождение нефти. Промышленная добыча нефти на этом месторождении начала организовываться с 1986 года. Для разработки Варандейского месторождения в 2001 году (26.12.2001) была создана компания ООО «Нарьянмарнефтегаз», которая просуществовала до 2014 года (05.11.2014). После чего, наиболее активно на этом месторождении работает компания "Лукойл".

## Терминал СМЛОП
Варандейский терминал, построенный  компанией «Лукойл»  и введённый в эксплуатацию в июне 2008 года, называемый при проектировании и строительстве: стационарный морской ледостойкий отгрузочный причал  (СМЛОП, высота более 50 метров, вес более 11 тысяч тонн) попал в Книгу рекордов Гиннесса, как самый северный круглогодично действующий нефтяной терминал в мире.